# Рай Санйо
Рай Санйо (яп. 頼山陽, らいさんよう; 21 січня 1780 — 16 жовтня 1832) — японський конфуціанець, мислитель, історик, художник і поет другої половини періоду Едо. Справжнє ім'я Рай Хісатаро Нобору. Інші псевдо — Сандзюрокухо Ґесі.

## Короткі відомості

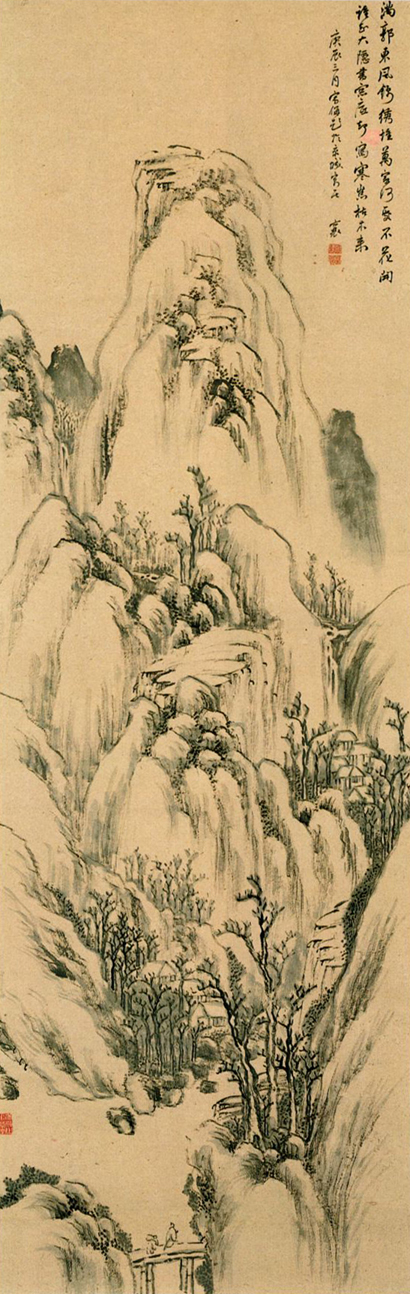
«Сухі дерева на замерзлій скелі» (Рай Санйо, 1820)

Походив з роду дрібних торгівців з міста Такехара. Його батько Сюнсуй отримав гарну освіту в Осаці, де став вчителем і переписувачем книг. Згодом Сюнсуй переходить на службу до Асано Сіґеакіра, даймйо Хіросіма-хану, від якого (разом з братами Сюнфу і Кібеєм) отримує статус самурая (ранг го косьо сіхай), взявши прізвище Рай. Санйо народився 21 січня 1780 року в родині Сюнсуя і поетиси Байсі.
Спочатку Санйо навчався гуманітарним наукам у свого дядька, Рая Кібея, а в 1797 році, покладаючись на Ото Нісю, вирушив до Східної Японії і поступив до школи Масахіра-сака в Едо. У 1798 році він повернувся до Хіросіми.
Рай Санйо з дитинства страждав меланхолією і вів аскетичний спосіб життя. В молодості він 4 роки провів запершись у своїй кімнаті, після чого батько позбавив його права стати спадкоємцем роду Рай. Під час свого самовільного «домашнього арешту» Санйо присвятив себе читанню і письму, замислив написання «Неофіційної історії Японії» і завершив деякі її частини.
У 1811 році, у 37-річному віці, Рай Санйо покинув Хіросіма-хан, рушивши до Кіото. У столиці він відкрив приватну школу в кварталі Сінтьо району Марута. Там Санйо продовжував роботу над «Неофіційною історією». В Кіото він завів знайомство з японськими науковцями і літераторами Янаґавою Сейґаном, Осіо Хейхатіро і Сіносакі Сьотіку. Перебуваючи у столиці Рай Санйо зазнав впливу неоконфуціанства і націоналістичної течії кокуґаку. Отримавши фінансову незалежність, Рай подорожував по Японії, продовжуючи писати наукові трактати і вірші.
Справою життя Рая Санйо стало завершення «Неофіційної історії Японії» у 22-х томах. Вона охоплювала історію Японії з 11 століття, появи самурайських родів Тайра і Мінамото, до 17 століття, епохи правління сьоґуна Токуґави Іеміцу. Твір Рая відрізнався оригінальністю написання і був першим комплексним дослідженням з історії японського самурайства. Він отримав визання серед наукової і військової верстви країни. Багатотомну роботу було офіційно подаровано старійшині сьоґунату в Едо, Мацудайрі Саданобу. «Неофіційна історія Японії» справила великий влив на становлення роялістського руху «Шануймо Імператора, виженемо варварів!» і спричинилася до реставрації Мейдзі.
Рай Санйо також був автором наступних творів: «Записи про правління в Японії» у 16-томах, «Мораль і обов'язок» у 3-х томах, «Вірші Санйо», а також багатьох подорожніх щоденників. Окрім цього він залишив по собі багато монохромних картин у стилі суміе.
Помер Рай Санйо 16 жовтня 1832 року в Кіото від туберкульозу за своїм робочим столом.